# Rutka Laskier
Rutka Laskier (Cracòvia, 12 de juny de 1929 - camp de concentració d'Auschwitz, desembre de 1943) va ser una noia jueva polonesa, víctima de l'Holocaust, coneguda pel diari personal que va escriure el 1943.

## Biografia
Rutka Laskier, nascuda a Cracòvia, era filla de Dwojra (Deborah) Hampel i de Jakub (Yaakov) Laskier, que treballava en un banc. La seva era una família benestant; el seu avi era coproprietari de Laskier-Kleinberg & Co, una empresa que posseïa i gestionava un molí. Tenia un germà més petit, Joachym, dit Henius, nascut el 1937.
El 1939, el govern de la ciutat va passar a mans del partit nazi alemany (NSDAP), després que la ciutat es rendís durant la invasió alemanya de Polònia. Poc després va començar la política de persecució antisemita. Molts jueus van ser acomiadats dels seus llocs de treball i van fugir a Gdansk.
Rutka Laskier es va traslladar amb la seva família a la ciutat de Będzin, d'on provenien els seus avis paterns. Després de la invasió de Polònia va escriure un diari de seixanta pàgines en polonès, en què va descriure diversos mesos de la seva vida sota el règim nazi el 1943. Una amiga seva va conservar el diari durant seixanta-quatre anys i no es va fer públic fins al 2005.
Des del gueto de Będzin, Rutka Laskier va ser deportada, l'agost del 1943, al camp de concentració de Auschwitz, i durant molts anys es va pensar que va ser assassinada a les cambres de gas poc després de la seva arribada, juntament amb la mare i el germà. Després de la publicació del diari de Laskier, però, es va saber que no va morir a les cambres de gas junt amb el seus familiars, sinó que va sobreviure més temps. Zofia Minc (Galler després de casar-se), companya seva d'empresonament que va sobreviure, va revelar, en un relat del seu empresonament a Auschwitz, conservat a l'Institut Històric Jueu de Varsòvia, que Laskier, amuntegada en el barracó al costat del seu, va caure víctima d'una epidèmia de còlera el desembre de 1943. Descriu així el final de Laskier: «En poques hores es va tornar irreconeixible. No era més que una ombra lamentable. Jo mateixa la vaig transportar en un carretó fins al crematori. Em demanava que la portés al filat elèctric per tirar-s'hi i morir electrocutada, però un SS caminava darrere meu amb un fusell i no m'ho va deixar fer.»
El pare de Rutka Laskier va ser l'únic membre de la família que va sobreviure a l'Holocaust. Després de la segona guerra mundial, va emigrar a Israel, on es va tornar a casar i va tenir una altra filla, Zahava Scherz. Segons Scherz, entrevistada en el documental de la BBC The Secret Diary of the Holocaust (transmès el gener 2009), el pare no li va parlar mai de la seva primera família fins que ella va descobrir un àlbum fotogràfic que contenia una foto de Rutka Laskier amb el seu germà. Scherz, que aleshores tenia catorze anys, la mateixa edat de Rutka Laskier quan va morir, va demanar al seu pare de qui eren aquelles fotos i ell va explicar-li la veritat, però després no li'n va parlar mai més. Scherz va explicar que el 2006 va assabentar-se de l'existència del diari de Laskier.

## Diari
Del 19 gener al 24 abril del 1943, d'amagat de la seva família, Rutka Laskier va escriure un diari en un quadern escolar. Hi escrivia amb tinta o amb llapis i de manera esporàdica. Hi va descriure algunes atrocitats comeses pels nazis de les quals havia estat testimoni i la vida quotidiana en el gueto, a més de parlar dels seus interessos amorosos d'adolescent. Va escriure també sobre les cambres de gas en els camps de concentració.
El diari comença el 19 gener amb la frase: «No aconsegueixo creure que ja som a 1943, que han passat quatre anys de l'inici d'aquest infern». Una de les frases finals del diari diu: «Voldria poder dir, això s'ha acabat, mors només una vegada … Però no puc, per què malgrat totes aquestes atrocitats, vull viure, i esperar l'endemà.»
Rutka va escriure també: «la poca fe [en Déu] que tenia s'ha destruït completament. Si Déu existís, no permetria que uns éssers humans siguin llençats vius en els forns, i que es destrossi el cap a les criatures amb la culata d'una arma o que els fiquin en sacs i els gasegin fins a matar-los.»
El 1943, mentre escrivia el diari, Rutka Laskier va compartir-lo amb Stanisława Sapińska, una noia catòlica més gran que ella amb qui va establir una gran amistat. Quan els nazis van convertir en gueto la zona de Będzin on vivia la família Sapińska, el veïns que no eren jueus van ser traslladats a un altre barri. Stanisława Sapińska treballava prop de la casa on havien viscut fins aleshores, i que aleshores ocupava la famíla Laskier, i hi anava sovint per veure en quines condicions estava. Així va ser com va conèixer Laskier i sovint mantenien llargues converses.
A mesura que passava el temps, Rutka Laskier va adonar-se que no sobreviuria i, conscient de la importància històrica que podria tenir el seu diari com a testimoni del que va passar a la població jueva de Będzin, va demanar a Sapińska que l'ajudés a amagar el diari. La seva amiga va ensenyar-li on podria amagar-lo a casa seva sota el doble paviment d'una escala, entre el primer i el segon pis. Van acordar que, si alguna cosa passava a Laskier, quan la guerra hagués acabat, Sapińska recuperaria el diari de l'amagatall.
Quan els nazis van liquidar el gueto i tots els seus habitants van ser enviats a camps d'extermini, Sapińska va recuperar el diari i durant més de seixanta anys el va guardar com un tresor privat que llegia de tant en tant per recordar la seva amiga. El 2005, el va mostra a un nebot que tenia molt d'interès per conèixer els fet històrics que van tenir lloc a Polònia durant la Segona Guerra Mundial. I el seu nebot va informar Adam Szydłowski, aleshores president del Centre de Cultura Jueva de la regió de Zagłębie, de l'existència del diari.
Szydłowski va intentar reconstruir la història de l'autora d'aquell diari i localitzar possibles parents i amistats. Amb l'ajut d'amics seus a Israel va localitzar una dona que havia estat amiga de Rutka Laskier a Będzin i que va poder eludir la deportació a Auschwitz gràcies als passaports uruguaians falsos que la seva família va obtenir per marxar de Polònia. Szydłowski també va descobrir que el pare havia estat l'únic supervivent de la família Laskier i que després de la guerra va refer la seva vida a Israel. Va conèixer la germanastra de Laskier, Zahava Scherz, la qual desconeixia l'existència d'aquell diari.
L'editorial del Yad Vashem, el museu israelià de l'Holocaust, va publicar el diari de Rutka Laskier en hebreu i anglès i el 4 de juny 2007 se'n va fer la presentació, a la qual va assistir Zahava Scher. També hi va assistir Stanisława Sapińska, que va lliurar el diari original al Yad Vashem. El 2006, a Polònia se n'havia publicat una edició en polonès amb el suport de l'Ajuntament de Będzin i el diari Dziennik Zachodni.
Investigadors de l'Holocaust i persones supervivents d'Auschwitz van provar l'autenticitat del diari de Rutka Laskier, que s'ha comparat amb el més conegut diari d'Anne Frank. Ironies del destí, Rutka Laskier i Anne Frank van néixer el mateix dia i el pare de l'una i el de l'altra van ser els únics membres de la família que van sobreviure.

## En la cultura de masses
- El diari de Rutka Laskier és la base del documental de la BBC One del 2009 titulat The Secret Diary of the Holocaust.
- Un grup musical txec post-hardcore, que fa formar-se el 2015, va triar dir-se Rutka Laskier, en honor de la jove víctima de l'Holocaust.[10]
- La novel·la del 2018 Rutka, de l'escriptor polonès Zbigniew Białas està inspirada en la història de Rutka Laskier.[11]